# Vitali Shkurtalov
Vitali Shkurtalov (Volgogrado; 25 de mayo de 1979) es un atleta ruso especializado en la prueba de salto de longitud, en la que consiguió ser medallista de bronce mundial en pista cubierta en 2004.

## Carrera deportiva
A la edad de 15 años, comenzó a realizar carreras de velocidad y salto de longitud. El primer entrenador fue su madre, Galina Shkurlatova, luego entrenó con Evgeny Grachev.
En el Campeonato Mundial de Atletismo en Pista Cubierta de 2004 ganó la medalla de bronce en el salto de longitud, con un salto de 8.28 metros, tras el estadounidense Savanté Stringfellow (oro con 8.40 metros) y el jamaicano James Beckford (plata con 8.31 metros).